# موتسو (آوموري)
موتسو مدينة تقع ضمن محافظة آوموري في اليابان، تأسست في 9/1/1959، بلغ عدد تعداد سكانها في 1 يناير – 2008 حوالي 62220 مساحتها الإجمالية حوالي 863.79 كم٢ لتصبح كثافة سكانها 72 نسمة لكل كيلو متر مربع.

## المناخ
يظهر الجدول التالي التغييرات المناخية على مدار السنة لموتسو:
| البيانات المناخية لـموتسو         | البيانات المناخية لـموتسو | البيانات المناخية لـموتسو | البيانات المناخية لـموتسو | البيانات المناخية لـموتسو | البيانات المناخية لـموتسو | البيانات المناخية لـموتسو | البيانات المناخية لـموتسو | البيانات المناخية لـموتسو | البيانات المناخية لـموتسو | البيانات المناخية لـموتسو | البيانات المناخية لـموتسو | البيانات المناخية لـموتسو | البيانات المناخية لـموتسو |
| الشهر                             | يناير                     | فبراير                    | مارس                      | أبريل                     | مايو                      | يونيو                     | يوليو                     | أغسطس                     | سبتمبر                    | أكتوبر                    | نوفمبر                    | ديسمبر                    | المعدل السنوي             |
| --------------------------------- | ------------------------- | ------------------------- | ------------------------- | ------------------------- | ------------------------- | ------------------------- | ------------------------- | ------------------------- | ------------------------- | ------------------------- | ------------------------- | ------------------------- | ------------------------- |
| متوسط درجة الحرارة الكبرى °م (°ف) | 1.1 (34.0)                | 1.3 (34.3)                | 4.8 (40.6)                | 12.0 (53.6)               | 17.5 (63.5)               | 20.0 (68.0)               | 23.5 (74.3)               | 25.6 (78.1)               | 22.1 (71.8)               | 16.9 (62.4)               | 10.3 (50.5)               | 4.2 (39.6)                | 13.3 (55.9)               |
| المتوسط اليومي °م (°ف)            | −1.9 (28.6)               | −2.0 (28.4)               | 1.1 (34.0)                | 7.0 (44.6)                | 12.1 (53.8)               | 15.6 (60.1)               | 19.5 (67.1)               | 21.7 (71.1)               | 17.6 (63.7)               | 11.8 (53.2)               | 6.2 (43.2)                | 1.0 (33.8)                | 9.1 (48.5)                |
| متوسط درجة الحرارة الصغرى °م (°ف) | −5.7 (21.7)               | −6.6 (20.1)               | −3.1 (26.4)               | 2.3 (36.1)                | 7.1 (44.8)                | 11.8 (53.2)               | 16.2 (61.2)               | 18.3 (64.9)               | 13.1 (55.6)               | 6.3 (43.3)                | 1.6 (34.9)                | −2.7 (27.1)               | 4.9 (40.8)                |
| الهطول مم (إنش)                   | 104.5 (4.11)              | 79.0 (3.11)               | 77.1 (3.04)               | 90.1 (3.55)               | 81.0 (3.19)               | 105.7 (4.16)              | 124.8 (4.91)              | 144.1 (5.67)              | 166.7 (6.56)              | 109.2 (4.30)              | 117.5 (4.63)              | 97.4 (3.83)               | 1٬297٫1 (51.06)           |
| متوسط تساقط الثلوج سم (إنش)       | 140 (55)                  | 119 (47)                  | 52 (20)                   | 4 (1.6)                   | 0 (0)                     | 0 (0)                     | 0 (0)                     | 0 (0)                     | 0 (0)                     | 0 (0)                     | 14 (5.5)                  | 86 (34)                   | 415 (163.1)               |
| متوسط الرطوبة النسبية (%)         | 75                        | 75                        | 72                        | 71                        | 74                        | 83                        | 86                        | 85                        | 81                        | 74                        | 72                        | 75                        | 77                        |
| ساعات سطوع الشمس الشهرية          | 78.9                      | 95.8                      | 157.8                     | 197.9                     | 219.3                     | 175.4                     | 158.2                     | 155.3                     | 152.2                     | 165.7                     | 107.8                     | 73.6                      | 1٬737٫9                   |
| المصدر: NOAA (1961-1990)          |                           |                           |                           |                           |                           |                           |                           |                           |                           |                           |                           |                           |                           |

## أعلام
- يويا أساهينا
- كينيتشي ماتسوياما
- يوزو كاواشيما
- تاكايوكي كيشيموتو